# Siluetas del rap
Siluetas del Rap es el nombre del tercer álbum independiente del rapero mexicano C-Kan. El álbum fue lanzado a principios del 2007. Este material fue el que hizo que C-Kan empezara a ganar público en el género rap específicamente en el Gangsta rap mexicano. después de este le seguiría el álbum Déjeme afinar los gallos que sería el último antes de firmar con Mastered Trax Latino en 2007.

## Lista de canciones
| N.º   | Título                                                      | Duración |  |
| 1.    | «Intro»                                                     | 2:00     |  |
| 2.    | «Aquí Pura Flow Makers Crew» (feat. Dedos)                  | 3:12     |  |
| 3.    | «Apunta, Dispara» (feat. Dedos)                             | 5:10     |  |
| 4.    | «Penal» (feat. Dedos)                                       | 4:31     |  |
| 5.    | «Como Parar» (feat. Dedos)                                  | 5:10     |  |
| 6.    | «Que Muera Babilonia» (feat. Dedos)                         | 3:46     |  |
| 7.    | «D2medikan» (feat. Dedos)                                   | 4:20     |  |
| 8.    | «Mcs Débiles» (feat. Dedos)                                 | 4:02     |  |
| 9.    | «Los Mc's En El Rap, Los Payasos En El Circo» (feat. Dedos) | 4:26     |  |
| 10.   | «Mandales Fire»                                             | 3:47     |  |
| 11.   | «Sigo Enamorado» (feat. Dedos)                              | 4:05     |  |
| 12.   | «Ella Es»                                                   | 5:05     |  |
| 13.   | «Japonés Valdés» (feat. Dedos)                              | 2:51     |  |
| 51:05 |                                                             |          |  |